# Seznam vrcholů ve Vihorlatských vrších

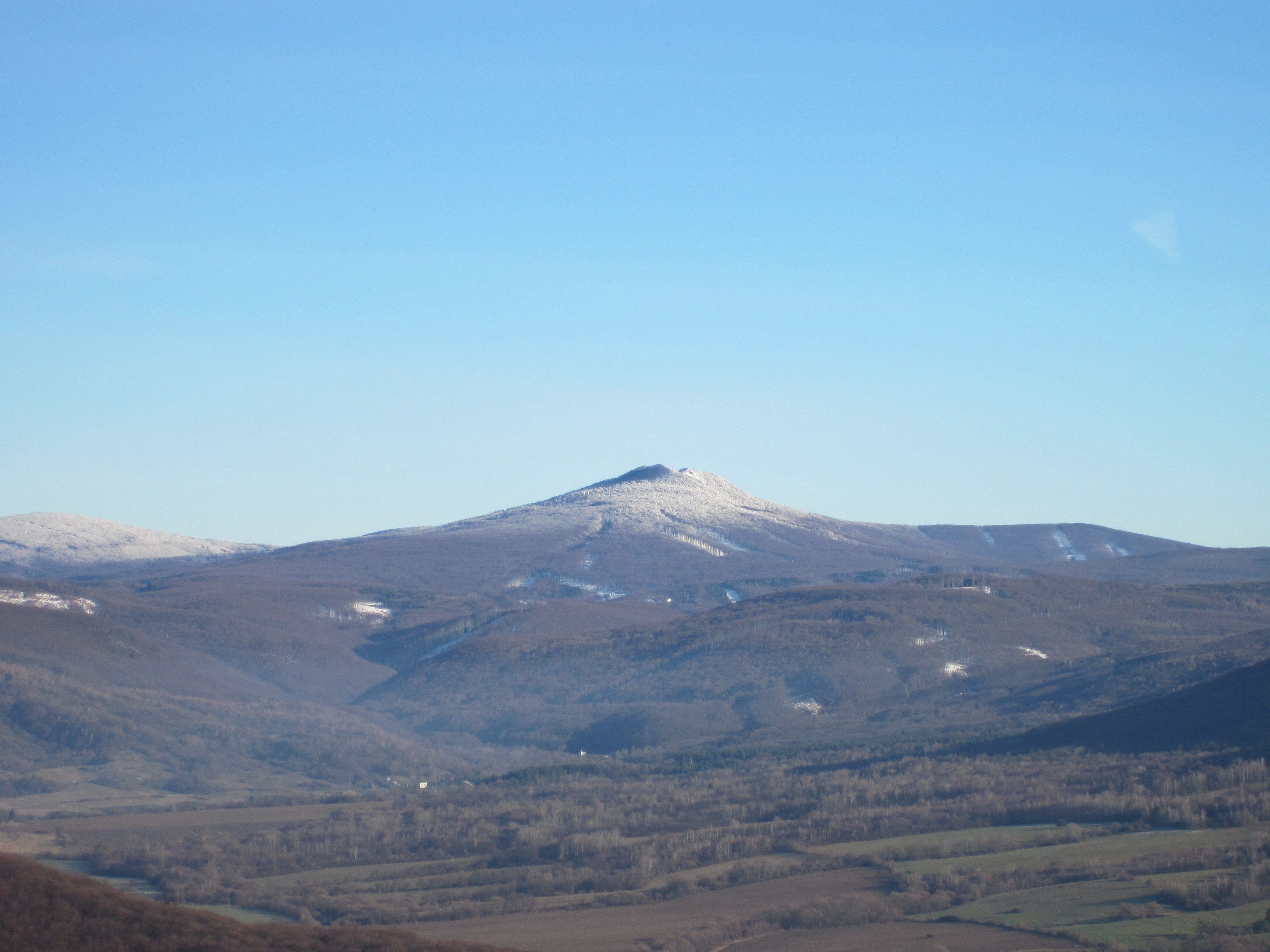
Vihorlat (1076 m)

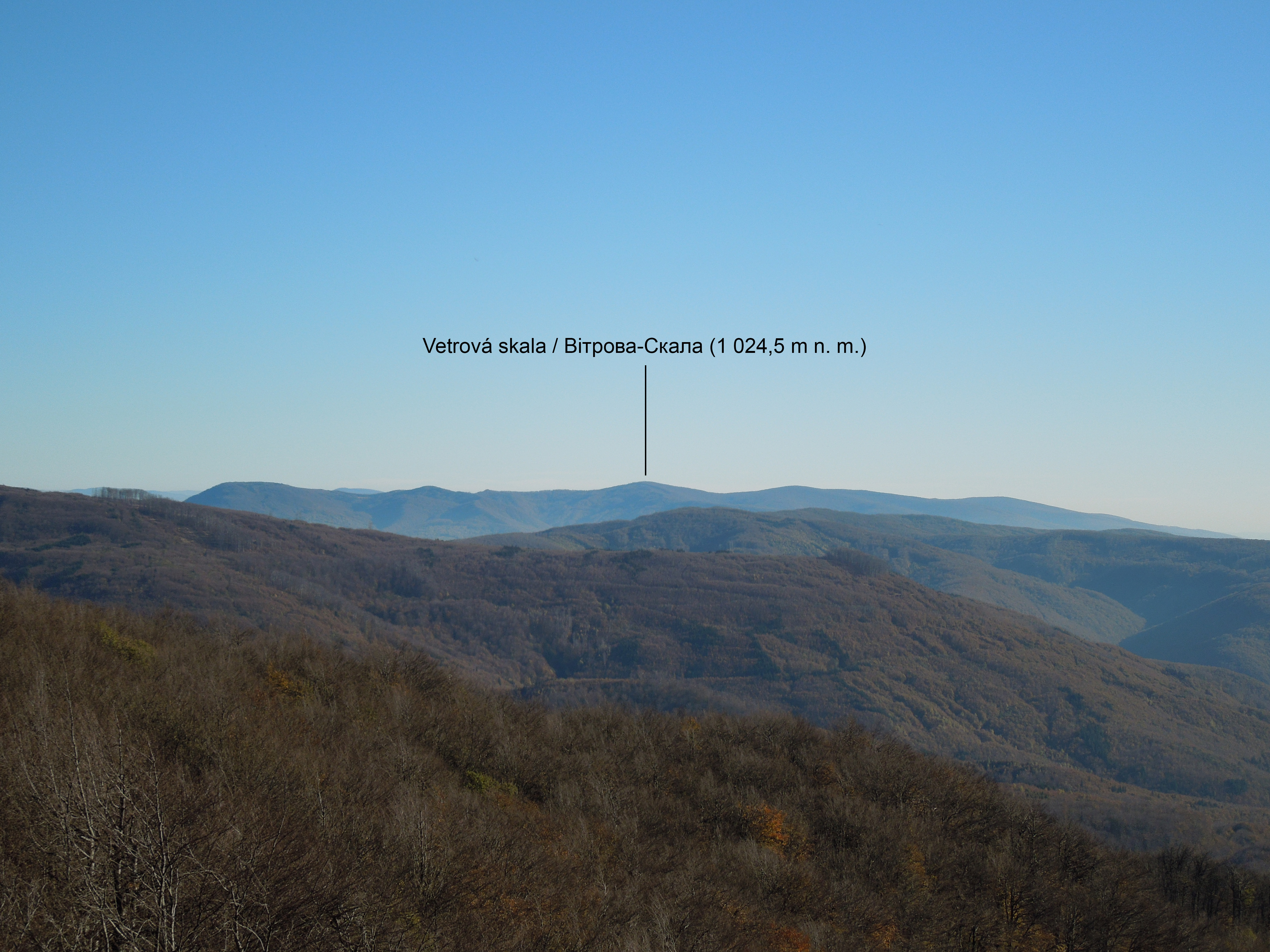
Vetrová skala (1025 m)

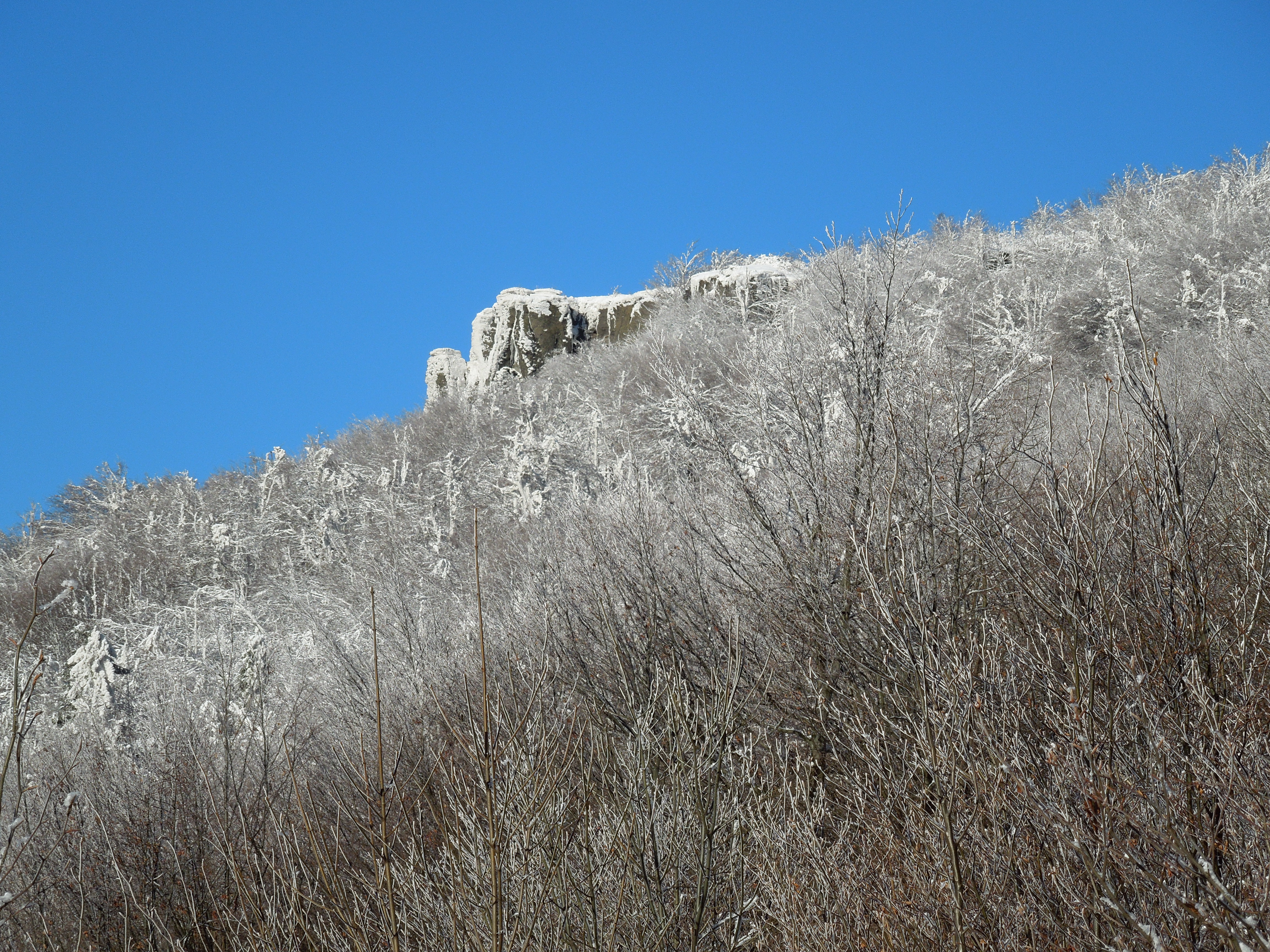
Sninský kameň (1006 m)

Seznam vrcholů ve Vihorlatských vrších zahrnuje pojmenované vrcholy s nadmořskou výškou nad 800 m. K sestavení seznamu bylo použito map dostupných na stránkách hiking.sk. Jako hranice pohoří byla uvažována hranice stejnojmenného geomorfologického celku.

## Seznam vrcholů
| #   | Vrchol          | Výška (m) | Souřadnice                       | Přístup                                             |
| --- | --------------- | --------- | -------------------------------- | --------------------------------------------------- |
| 1.  | Vihorlat        | 1076      | 48°53′29″ s. š., 22°06′49″ v. d. | zelená turistická značka                            |
| 2.  | Vetrová skala   | 1025      | 48°46′47″ s. š., 22°21′52″ v. d. | neznačeno                                           |
| 3.  | Nežabec         | 1023      | 48°55′40″ s. š., 22°13′45″ v. d. | červená turistická značka                           |
| 4.  | Motrogon        | 1018      | 48°54′36″ s. š., 22°09′44″ v. d. | neznačeno                                           |
| 5.  | Sninský kameň   | 1006      | 48°55′46″ s. š., 22°11′23″ v. d. | červená turistická značka · modrá turistická značka |
| 6.  | Holica          | 984       | 48°48′28″ s. š., 22°23′06″ v. d. | neznačeno                                           |
| 7.  | Fedkov          | 978       | 48°54′26″ s. š., 22°14′08″ v. d. | červená turistická značka                           |
| 8.  | Diel            | 974       | 48°55′06″ s. š., 22°14′47″ v. d. | neznačeno                                           |
| 9.  | Malé Tŕstie     | 965       | 48°53′25″ s. š., 22°07′53″ v. d. | zelená turistická značka                            |
| 10. | Tŕstie          | 951       | 48°53′48″ s. š., 22°09′28″ v. d. | zelená turistická značka                            |
| 11. | Veža            | 927       | 48°55′11″ s. š., 22°12′53″ v. d. | neznačeno                                           |
| 12. | Čierťaž         | 904       | 48°45′05″ s. š., 22°20′22″ v. d. | neznačeno                                           |
| 13. | Ladovisko       | 894       | 48°52′39″ s. š., 22°07′27″ v. d. | neznačeno                                           |
| 14. | Ščob            | 866       | 48°55′40″ s. š., 22°08′11″ v. d. | neznačeno                                           |
| 15. | Diel            | 859       | 48°51′03″ s. š., 22°15′43″ v. d. | červená turistická značka                           |
| 16. | Roh             | 858       | 48°53′51″ s. š., 22°13′08″ v. d. | neznačeno                                           |
| 17. | Starý Koňuš     | 836       | 48°47′21″ s. š., 22°20′20″ v. d. | neznačeno                                           |
| 18. | Múr             | 833       | 48°52′46″ s. š., 22°09′56″ v. d. | neznačeno                                           |
| 19. | Kyjov           | 821       | 48°51′21″ s. š., 22°00′54″ v. d. | neznačeno                                           |
| 20. | Lysák           | 821       | 48°52′52″ s. š., 22°11′11″ v. d. | červená turistická značka                           |
| 21. | Jasenovský vrch | 820       | 48°52′35″ s. š., 22°15′18″ v. d. | červená turistická značka                           |